# Gazoductul Iași-Ungheni
Gazoductul Iași-Ungheni este o conductă care interconectează rețele de gaz din România și Republica Moldova, a cărei construcție a început pe data de 27 august 2013. În iulie 2014, gazoductul era terminat, având loc teste. A fost inaugurat la 27 august 2014, exact la un an de la startul construcției, în prezența premierului Republicii Moldova, Iurie Leancă, și a premierului României, Victor Ponta.

## Specificații tehnice
Se așteaptă că gazoductul să transporte 500 milioane de metri cubi de gaz în prima fază, urmând ca în faza următoare să fie construită și o stație de comprimare. Porțiunea de sub-traversare a râului este de 700 de metri, gazoductul având o lungime de 16 km pe partea românească și de 11 km pe teritoriul Republicii Moldova.
Gazoductul va putea transporta la capacitate maximă 1,5 miliarde metri cubi de gaze, mai mult decât cei 1,3 miliarde metri cubi de gaze ce reprezintă necesarul de consum al Republicii Moldova.
Valoarea investiției  este de 26.5 milioane euro.

## Istoric
La 20 august 2013 a fost semnat contractul de construcție a gazoductului, aceasta va fi realizată de consorțiul de companii JV Habau Pipeline Systems (fondator Habau Hoch und Tiefbaugesellschaft, Austria), Inspet și IPM-Partners România.
Se așteaptă ca începând cu data de 1 septembrie 2014 să treacă primele cantități de gaz românesc, asigurând astfel o sursă de alternativă.

## Viitorul proiectului
Proiectul gazoductului va fi complet peste doi ani (2016), când vor fi finalizate două stații de creștere a presiunii. Aceste instalații au un cost total de 120 milioane euro, partea română alocând cele 72 milioane de euro care îi revin.